# リヒャルト・ローゼン
リヒャルト・オットー・ローゼン（Richard Otto Roosen、1901年10月13日ハンブルク - 1980年3月2日カッセル）は、ドイツの機械技術者である。

## 生涯と業績

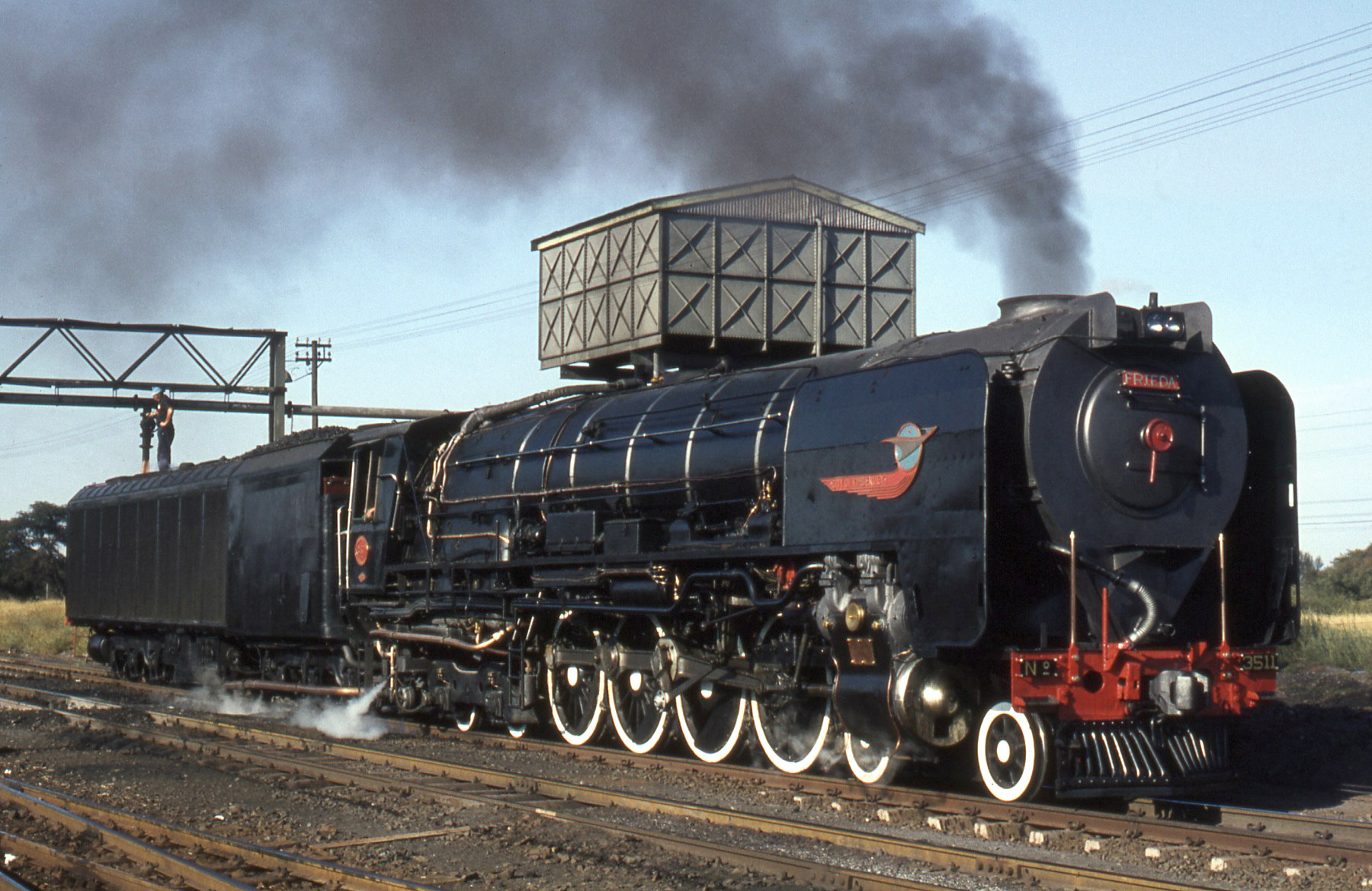
南アフリカ国鉄25型、復水式のもの

ドレスデン工科大学において機械工学の勉強をしたのち、機関助士としての訓練を受け、1925年からカッセルにおいてヘンシェルの設計者として働いた。1927年に上級技術者に昇進し、1929年にはヘンシェルによって研究事務所の所長に任命された。1936年に「出力の必要と制御可能性を考慮した、車上空冷による排気の復水」(Abdampfkondensation durch Luftkühlung auf Fahrzeugen unter besonderer Berücksichtigung des Leistungsbedarfes und der Regelfähigkeit) という題の論文で博士号を取得した。
ヘンシェルにおいて研究事務所を引き継いだ1929年から既に、蒸気機関車の排気の復水についての開発に取り組み、第二次世界大戦において170両以上のドイツ国鉄52形蒸気機関車を復水式蒸気機関車として送り出し、大戦後はさらに90両の南アフリカ国鉄25型蒸気機関車を復水式で製造した。彼はまた同僚のウルリッヒ・バルスケ博士 (Dr. Ulrich Barske) と協力して1939年から1941年にかけて、ドイツ国営鉄道（ドイツ国鉄）向けに高速蒸気機関車として、動軸独立駆動式のドイツ国鉄19.10形蒸気機関車を開発した。ローゼンは1966年に引退するまで、最後は重役としてヘンシェルで働いた。1951年から1973年までダルムシュタット工科大学において鉄道車両の講師を務めた。
ローゼンは1966年に功労十字小綬章を受けた。

## 著作
- Richard Roosen: Ein Leben für die Lokomotive – Aus den Erinnerungen eines Dampflokomotiv- und Maschineningenieurs. Franckh'sche Verlagshandlung, Stuttgart 1976, ISBN 3-440-04309-6.